# Diplodus puntazzo
Diplodus puntazzo är en fiskart som först beskrevs av Johann Julius Walbaum 1792.  Diplodus puntazzo ingår i släktet Diplodus och familjen havsrudefiskar. Inga underarter finns listade i Catalogue of Life.